# Tahiti
Tahiti (AFI: /taˈiːti/), anche nota con il nome di Nuova Citera, è la più grande isola nel gruppo delle Isole del Vento della Polinesia francese situata nell'arcipelago delle Isole della Società, nell'oceano Pacifico meridionale.
Di origine vulcanica, montuosa e circondata da barriere coralline, è il centro economico, culturale e politico della Polinesia francese. I suoi 189 517 abitanti (censimento 2017) la rendono l'isola più popolosa del gruppo: il 68,6% della popolazione totale.
La capitale Papeete si trova sulla costa nord-occidentale con l'unico aeroporto internazionale della regione, l'aeroporto internazionale Fa'a'ā, situato 5 km fuori dal centro.
Tahiti fu colonizzata tra il 300 e l'800 d.C. dai polinesiani, i quali rappresentano circa il 70% della popolazione dell'isola, con il resto composto da europei, cinesi e meticci. L'isola fu poi proclamata colonia francese nel 1880, ma gli indigeni sono divenuti cittadini francesi solo nel 1946. Il francese è l'unica lingua ufficiale, anche se la lingua tahitiana (Reo Tahiti) è ampiamente parlata.

## Geografia
Tahiti si trova 4423 km a sud delle Hawaii, a 7900 km dal Cile e a 5700 km dall'Australia.

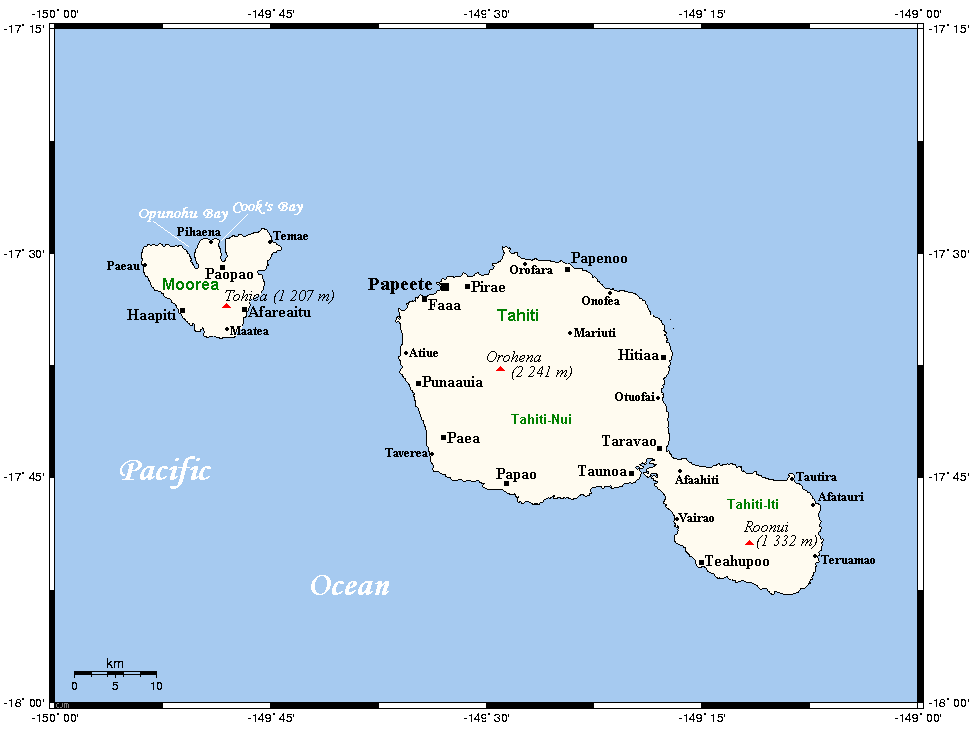
Mappa di Tahiti e Moorea

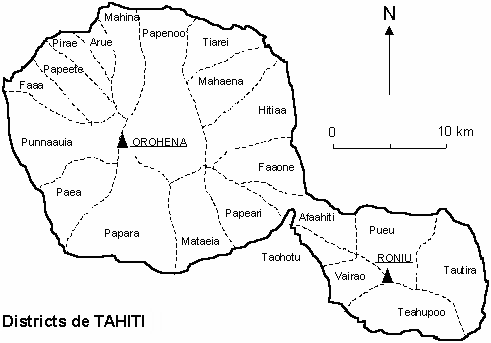
Distretti di Tahiti

L'isola nel suo punto più largo misura 45 km e copre una superficie di 1045 km². Il picco più alto è il monte Orohena (2241 m). Il Monte Ronui, nel sud-est, raggiunge i 1332 m.
L'isola si compone di due parti quasi circolari centrate su montagne vulcaniche e collegate dal breve istmo di Taravao. La parte nord-occidentale è nota come Tahiti Nui ("Grande Tahiti"), mentre la parte molto più piccola a sud-est è conosciuta come Tahiti Iti ("Piccola Tahiti") o penisola di Taiarapu. Tahiti Nui è densamente popolata lungo la costa, soprattutto intorno alla capitale Papeete.
Nell'entroterra Tahiti Nui è quasi completamente disabitata. Tahiti Iti è rimasta isolata, in quanto la sua metà sud-orientale (Te Pari) è accessibile con la barca o a piedi. Il resto dell'isola è circondata da una strada principale che taglia tra le montagne e il mare.
Una strada interna si arrampica tra ex aziende casearie e agrumeti con vista panoramica. Il paesaggio di Tahiti presenta una lussureggiante foresta pluviale e numerosi corsi d'acqua, tra cui il fiume Papenoo, sul lato nord.
Le cime più elevate sono il monte Orohena, il Pito Iti e il monte Aorai.

### Clima
Da novembre ad aprile è la stagione delle piogge; il mese più piovoso è gennaio, con 335 mm di pioggia a Papeete. Agosto è il più secco, con 47 mm.
Le temperature medie sono comprese tra 21 °C e 31 °C, con piccole variazioni stagionali. Le temperature minima e massima registrata sono 16 °C e 34 °C, rispettivamente.

## Storia

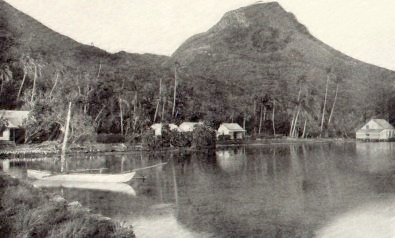
Vista della Montagna Raiatea. Le mummie dei governanti di Tahiti erano precedentemente depositate su questa montagna, tradizionalmente considerata sacra (tapu).

### Tahitiani
Si stima che Tahiti sia stata colonizzata tra il 300 e l'800 d.C. dai polinesiani, anche se alcune stime anticipano tale periodo. Questi primi coloni percorsero migliaia di chilometri navigando in mare aperto dagli arcipelaghi occidentali delle Figi, Samoa o Tonga. Nel 1770 James Cook osservò a Tahiti una grande nave tradizionale (Va'a) di 33 metri di lunghezza.
La società tahitiana era composta da regni e territori basati sulla parentela e il potere militare tra i vari clan. Un clan era guidato da un capo (Ari'i rahi), nobili (Ari'i) e capi minori. Gli Ari'i erano ritenuti discendenti degli dei polinesiani, investiti di un potere soprannaturale (mana). Un simbolo del loro status erano le cinture di piume rosse. Tuttavia, i capi clan non detenevano il potere assoluto e il loro ruolo includeva il consulto in assemblee generali o consigli, soprattutto in tempi di guerra. Il marae era un luogo sacro di culto, costituito da una piattaforma di pietra sollevata nel terreno all'aperto, che svolgeva una funzione culturale simile a quella di strutture simili in altre società polinesiane.
Il marae era il centro della vita spirituale e sociale del clan. Qui venivano invocati gli dei e proclamati i capi. Era anche un luogo per cerimonie di preparazione alla guerra, per le celebrazioni delle nascite, così come per i rituali di sepoltura. Il marae variava da semplici piattaforme di famiglia ai più grandi edifici per i capi di alto rango, anche se tutti erano considerati tapu. I primi contatti europei hanno visto l'arrivo della London Missionary Society nel 1797, che ha introdotto il Cristianesimo e fornito di scrittura la lingua tahitiana (ReoTahiti).

### Contatto con gli Europei

#### XVIII secolo

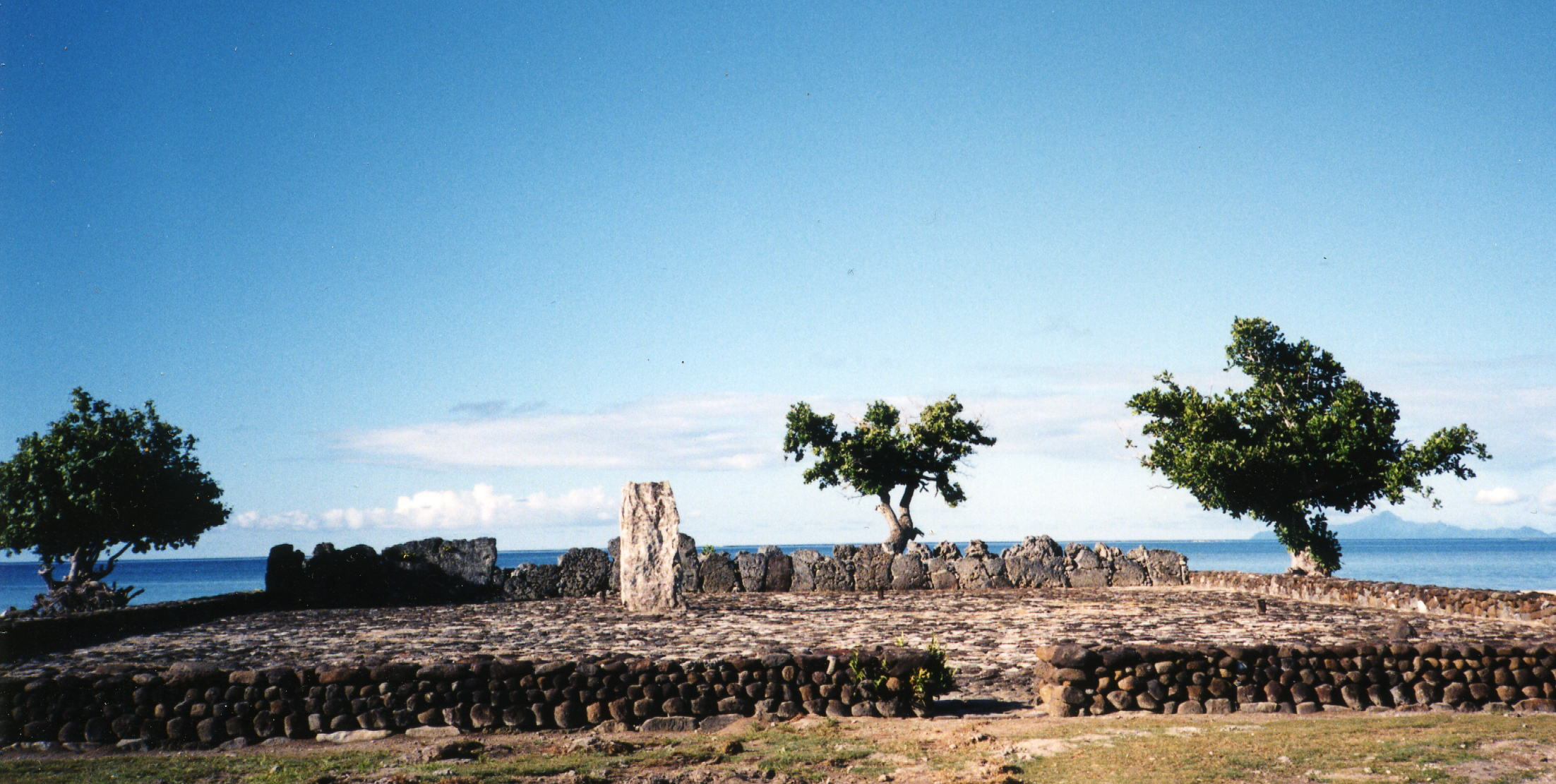
L'antico marae Taputapuātea sull'isola di Raiatea

Samuel Wallis, un capitano di marina inglese, avvistò Tahiti il 18 giugno 1767 ed è considerato il primo visitatore europeo. (Una relazione successiva di un avvistamento spagnolo anteriore di Tahiti da parte di Pedro Fernandes de Queirós nel 1606 è stato probabilmente scambiato con un avvistamento dell'isola La Sagitaria, a sud-est di Tahiti).
La natura rilassata e contenta del popolo e la caratterizzazione dell'isola come un paradiso ha impressionato i primi europei, piantando il seme della romanticizzazione da parte del mondo occidentale, che dura fino ad oggi.
A Wallis seguì nell'aprile 1768 l'esploratore francese Louis Antoine de Bougainville, completando la prima circumnavigazione francese. Bougainville rese famosa Tahiti in Europa quando pubblicò Voyage autour du monde. Descrisse l'isola come un paradiso terrestre dove gli uomini e le donne vivevano felicemente in innocenza, lontano dalla corruzione della civiltà. Il suo racconto ha illustrato il concetto di buon selvaggio e influenzato i pensieri utopistici di filosofi come Jean-Jacques Rousseau prima della Rivoluzione francese.

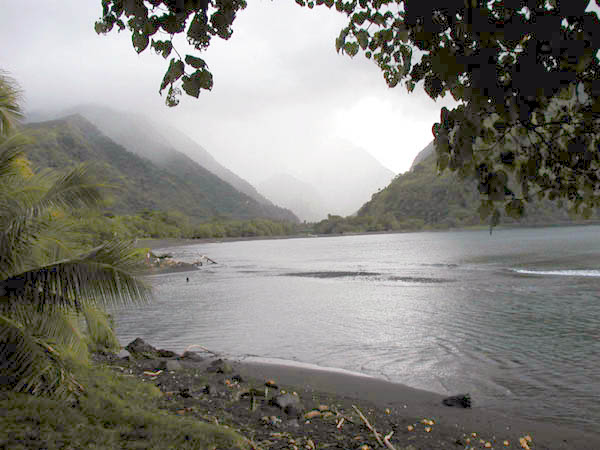
Tautira

Nell'aprile 1769 il capitano James Cook visitò l'isola per ordine segreto dai Lord dell'Ammiragliato per osservare il transito di Venere del 2 giugno. Creò un campo presso la baia di Matavai e vi rimase fino al 9 agosto. La popolazione era stimata in 50 000 abitanti tra tutte le isole vicine del gruppo. Dopo Cook, le navi europee arrivarono con maggiore frequenza. La più nota fu il Bounty, il cui equipaggio si ammutinò dopo aver lasciato Tahiti nel 1789, essendosi i marinai abituati alla vita sull'isola. L'influenza europea sconvolse la società tradizionale, portando la prostituzione, le malattie veneree, l'alcool. Gli europei introdussero anche il Cristianesimo.
Le malattie introdotte includevano il tifo, l'influenza e il vaiolo che uccisero così tanti tahitiani che, nel 1797, la popolazione era di soli 16 000 abitanti. In seguito scese ancora a 6 000 abitanti.
Il viceré del Perù Manuel de Amat y Juniet, seguendo gli ordini della Corona spagnola, decise di prendere possesso dell'isola nel 1772, in gran parte per controllare l'espansione di altri paesi e anche per evangelizzare la popolazione. Così inviò quattro spedizioni nel periodo 1772-1775, le prime due al comando di Domingo de Bonechea, che raggiunse Tahiti solo poche settimane dopo Cook, trovandovi un'ascia abbandonata dalla spedizione di Cook. Poco dopo
Carlo III di Spagna cancellò la missione, come conseguenza della sua politica di secolarizzazione. Da ricordare di queste spedizioni è la stesura di un diario, da parte di un soldato della marina di nome Maximo Rodriguez, che copre un periodo di 12 mesi, rivelando molti dettagli circa i tahitiani del XVIII secolo.

#### XIX secolo

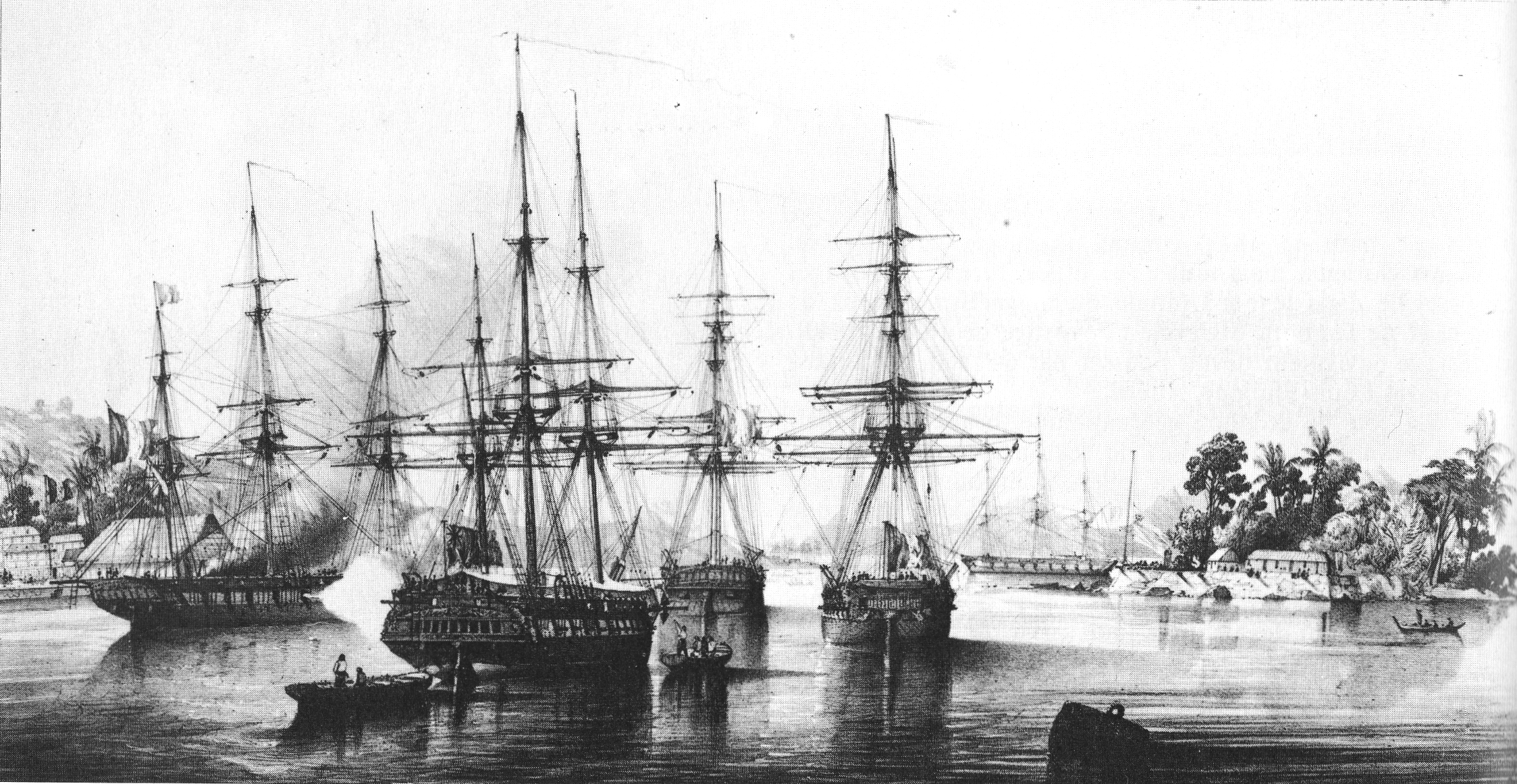
Dupetit Thouars prende in consegna Tahiti il 9 settembre 1842

Nel novembre 1835 Charles Darwin visitò Tahiti a bordo della Beagle nella sua circumnavigazione, capitanata da Robert FitzRoy. Rimase colpito dall'influenza positiva dei missionari sulla sobrietà e morale degli indigeni. Darwin elogiò il paesaggio, ma non fu lusinghiero verso la regina di Tahiti, Pomare IV. Il capitano Fitzroy negoziò il pagamento di un indennizzo per un attacco a una nave inglese da parte degli abitanti di Tahiti, avvenuto nel 1833.
Nel 1839 l'isola venne visitata dalla spedizione esplorativa degli Stati Uniti e uno dei suoi membri, Alfred Thomas Agata, produsse una serie di bozzetti di vita di Tahiti, alcuni dei quali vennero successivamente pubblicati negli Stati Uniti.

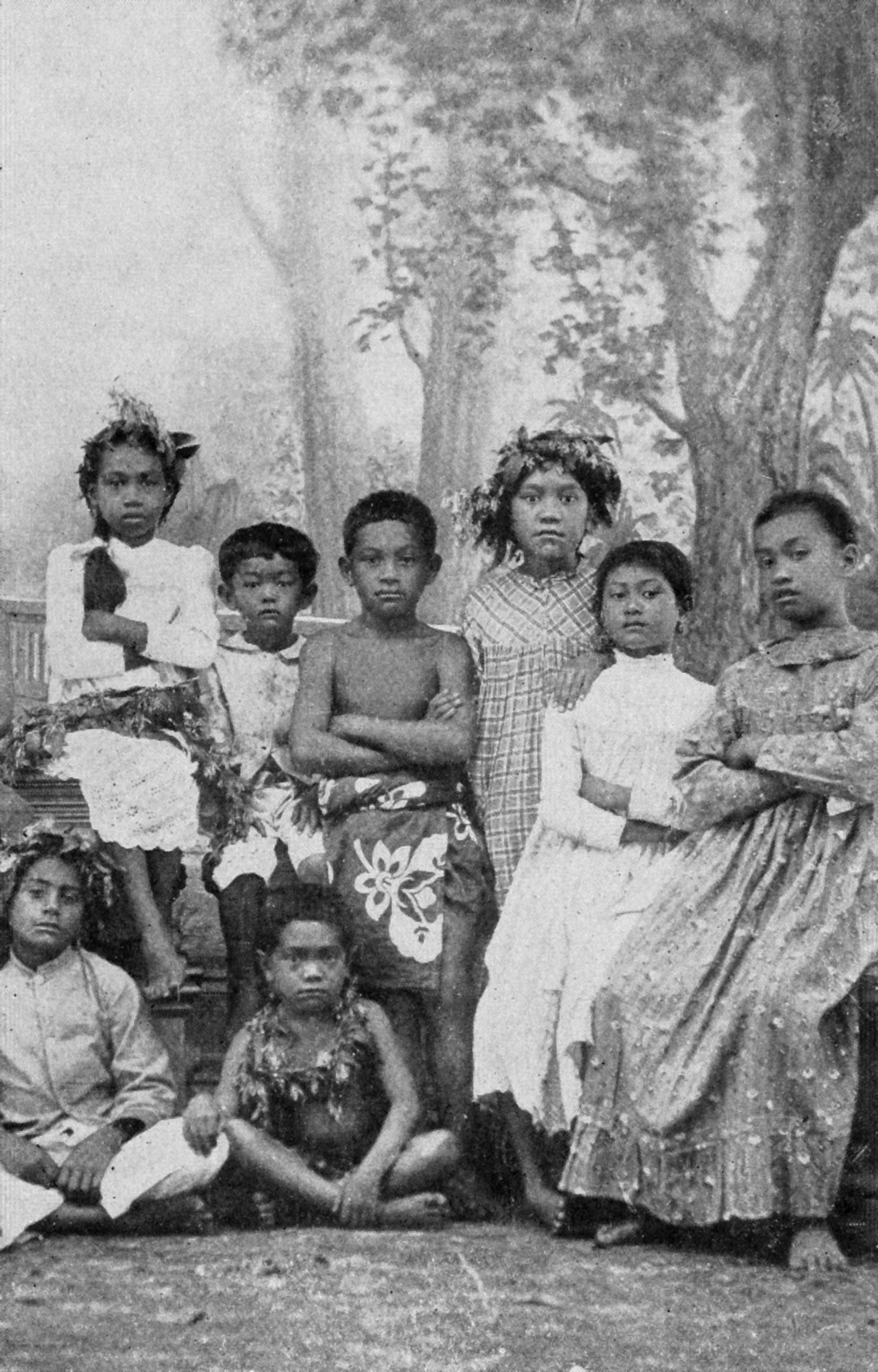
Bambini tahitiani, 1906 circa

Nel 1842 si aggravò una crisi europea che coinvolgeva il Marocco, conteso tra Francia e Regno Unito, quando l'ammiraglio Dupetit Thouars, che agì in modo indipendente del governo francese, convinse la regina di Tahiti Pomare IV ad accettare un protettorato francese. George Pritchard, un missionario di Birmingham facente funzione di console britannico, si era allontanato al momento. Tuttavia tornò per indottrinare la gente del posto contro la cattolica Francia. Nel novembre 1843, Dupetit-Thouars (ancora una volta di sua iniziativa) sbarcò sull'isola, annettendola alla Francia. Egli poi imprigionò Pritchard, rimandandolo successivamente in Gran Bretagna.
Notizie di Tahiti raggiunsero l'Europa nei primi mesi del 1844. Lo statista francese François Guizot, sostenuto dal re Luigi Filippo di Francia, aveva denunciato l'annessione dell'isola. Tuttavia la guerra tra i francesi e i tahitiani continuò fino al 1847. L'isola rimase un protettorato francese fino al 29 giugno 1880, quando il re Pomare V (1839-1891) fu costretto a cedere la sovranità di Tahiti e i suoi possedimenti alla Francia. Ottenne in cambio la posizione di titolare ufficiale degli ordini della Legion d'Onore e del Merito agricolo di Francia. 
Il pittore francese Paul Gauguin visse a Tahiti nel 1890 e dipinse molti soggetti di Tahiti. Papeari ha un piccolo museo dedicato a Gauguin.

#### XX secolo
Nel corso della prima guerra mondiale, la zona di Papeete fu attaccata da due navi da guerra tedesche. Una cannoniera francese e con essa pure un cargo tedesco catturato furono affondati nel porto, mentre le due navi da guerra bombardavano la colonia francese.
Nel 1946 Tahiti e tutta la Polinesia francese sono diventati un territorio francese d'oltremare. I tahitiani ricevettero la cittadinanza francese, un diritto per cui si era battuto il dirigente nazionalista Marcel Pouvana'a A Oopa per molti anni. 
Tra il 1966 e il 1996 il governo francese ha effettuato 193 test nucleari sopra e sotto gli atolli di Moruroa e Fangataufa. L'ultimo test è stato condotto il 27 gennaio 1996.
Nel 2003 lo status della Polinesia francese è cambiato in Collettività d'oltremare. Nel 2024 l'isola ha ospitato le gare di surf dei Giochi della XXXIII Olimpiade. 

## Demografia

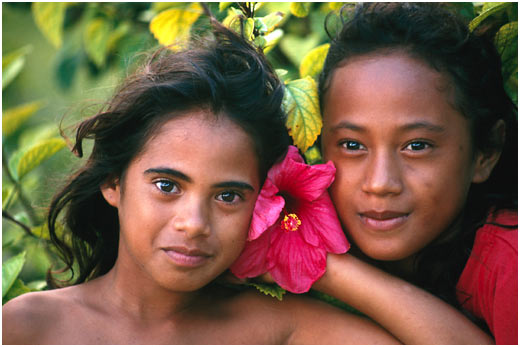
Due ragazze di Tahiti con fiore di ibisco

Gli indigeni di Tahiti sono di origini polinesiane e costituiscono il 70% della popolazione a fianco di europei, asiatici (in sostanza, cinesi) e gente dal patrimonio misto, a volte indicato come demis. Essi costituiscono la maggior parte della popolazione della Polinesia francese. Molte persone provenienti dalla Francia metropolitana vivono a Papeete e nella sua periferia, in particolare Punaauia e costituiscono quasi il 20% della popolazione.

### Religioni
La religione prevalente è quella cristiana, così suddivisa: Chiesa protestante, 45% della popolazione; Chiesa cattolica, 34% della popolazione; Chiesa mormone o Chiesa di Gesù Cristo dei Santi degli ultimi giorni, 6% della popolazione. Persistono ancora religioni precristiane, specialmente fra la popolazione autoctona.

### Popolazione storica
| 50 000 a 200 000                       | 16 000 | 8 600  | 10 750 | 11 800 | 11 700  | 14 200  | 16 800  | 19 000  | 23 100  |
| 1951                                   | 1956   | 1962   | 1971   | 1977   | 1983    | 1988    | 1996    | 2002    | 2007    |
| 30 500                                 | 38 100 | 45 400 | 79 494 | 95 604 | 115 820 | 131 309 | 150 721 | 169 674 | 178 133 |
| Dati ufficiali dei censimenti storici. |        |        |        |        |         |         |         |         |         |

## Politica
L'amministrazione è affidata a un alto commissario del governo francese e a un'assemblea territoriale di 57 membri (eletti ogni 5 anni a suffragio universale). La rappresentanza presso il Parlamento francese è costituita da 2 deputati e un senatore.

## Economia

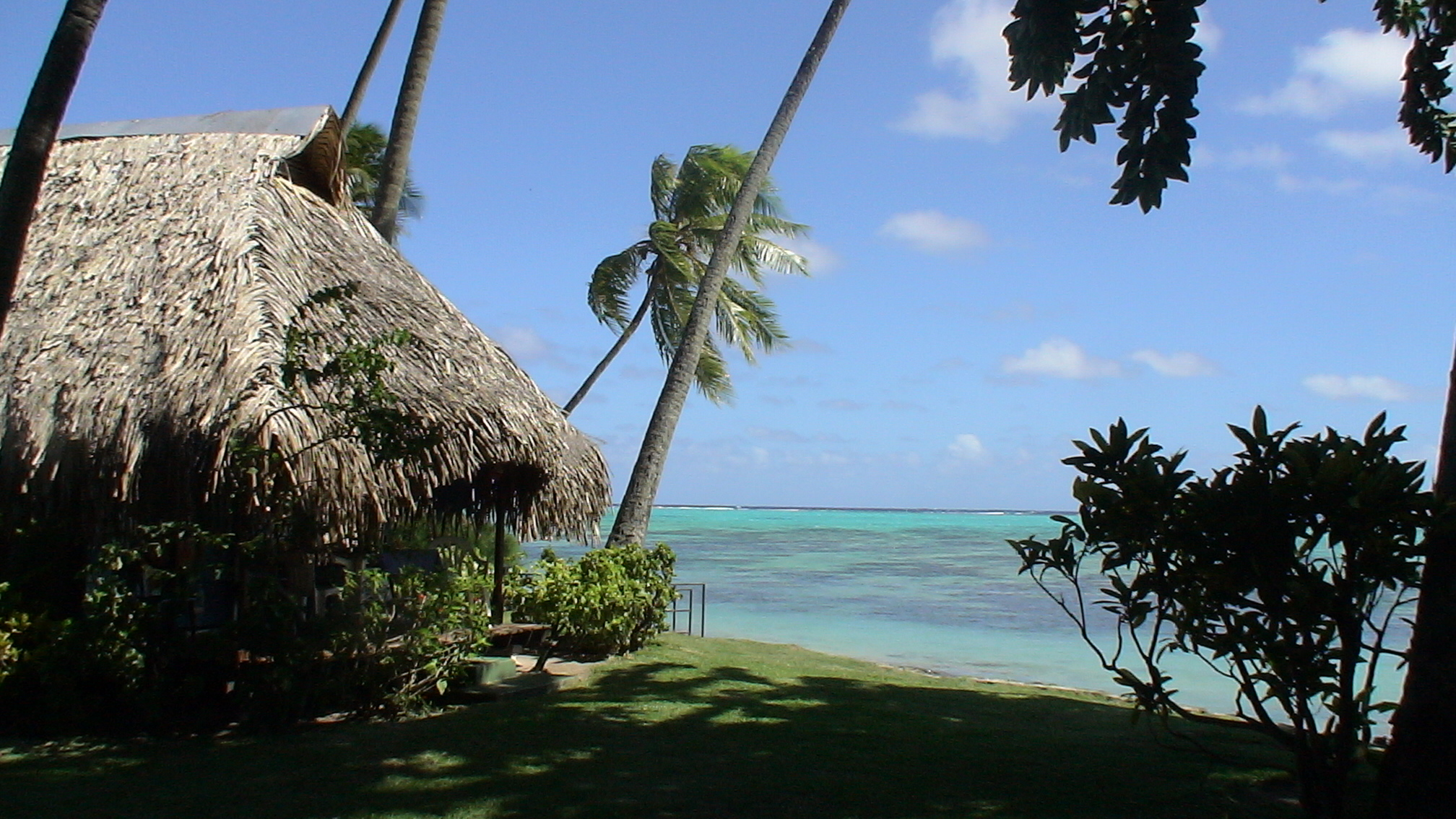
Costa tahitiana

Il turismo è un'attività importante, soprattutto per le isole di Bora Bora, Moorea e Tahiti.
Dopo l'istituzione del CEP (Centre d'Experimentation du Pacifique) nel 1963, il tenore di vita in Polinesia francese è aumentato considerevolmente e i polinesiani hanno abbandonato le attività tradizionali e sono emigrati verso il centro urbano di Papeete. Anche se il tenore di vita è aumentato (dovuto principalmente agli investimenti della Francia), l'economia dipende dalle importazioni. Con la cessazione delle attività del CEP, la Francia ha firmato il Patto per il Progresso con Tahiti per compensare la perdita di risorse finanziarie e assistenza in materia di istruzione e turismo, con un investimento di circa 150 milioni di dollari all'anno a partire dall'inizio del 2006.
Il principale partner commerciale è 
la Francia, per circa il 40% delle importazioni e circa il 25% delle esportazioni; altri scambi avvengono con USA, Giappone, Australia e Nuova Zelanda.

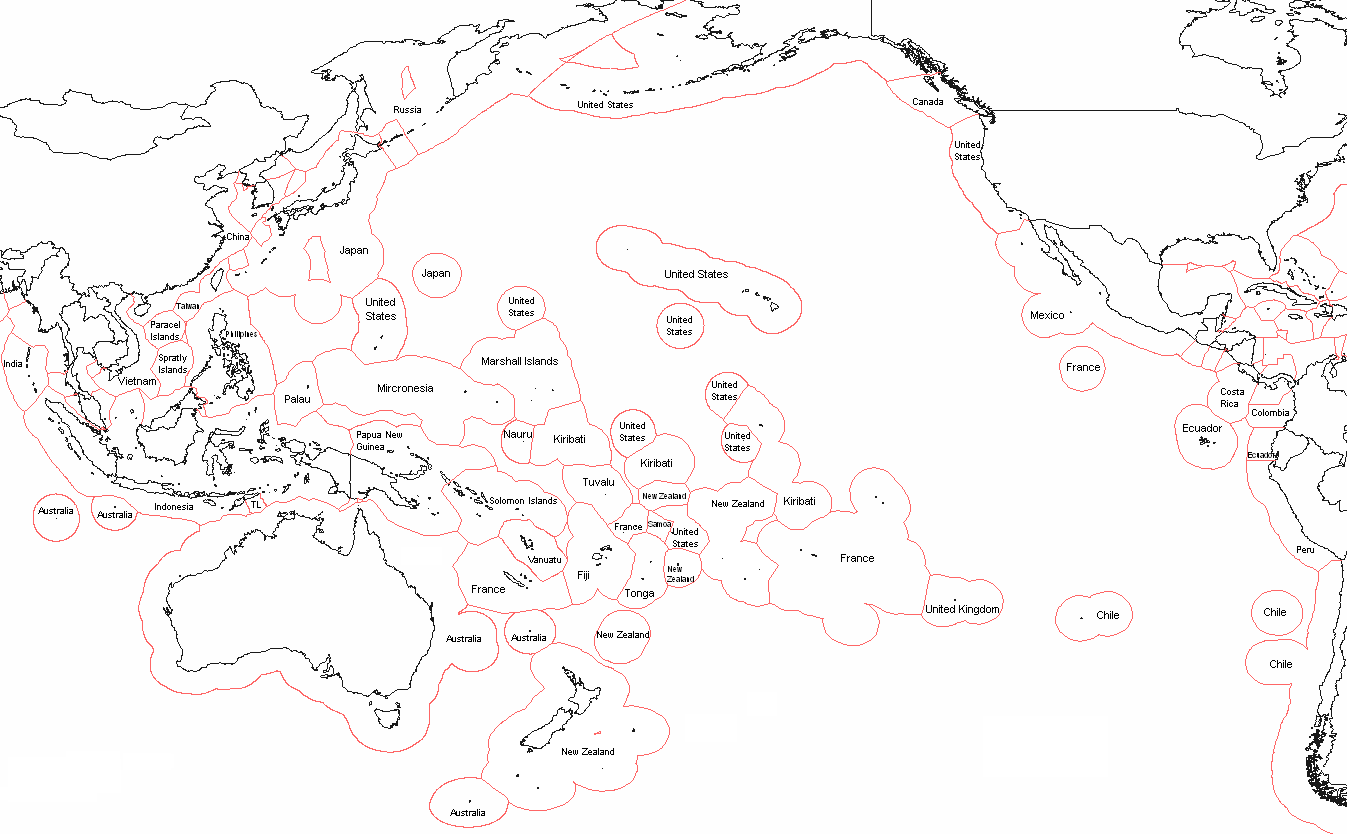
Mappa politica dell'Oceania, frontiere ZEE

L'allevamento della perla nera è anche una preziosa fonte di ricavi; la maggior parte delle perle è esportata in Giappone, Europa e USA. Tahiti esporta anche vaniglia, frutta, fiori, olio di Monoi, pesce, olio di cocco e noni.
La disoccupazione colpisce circa il 13% della popolazione attiva, soprattutto donne e giovani non qualificati.
La valuta di Tahiti, il franco CFP (noto anche come XPF), è agganciata all'Euro con 1 CFP = 0,00838 euro (circa 112,50 CFP per dollaro statunitense ad aprile 2024). Alberghi e istituti finanziari offrono servizi di cambio.
L'imposta sui consumi, ovvero la tassa sul valore aggiunto, a Tahiti è chiamata T.V.A . Nel 2009 la T.V.A. sui servizi turistici è del 10%, la T.V.A. su hotel, alberghi, piccole pensioni, alimenti e bevande è del 6%; quella per l'acquisto di beni e prodotti è del 16%.

## Cultura

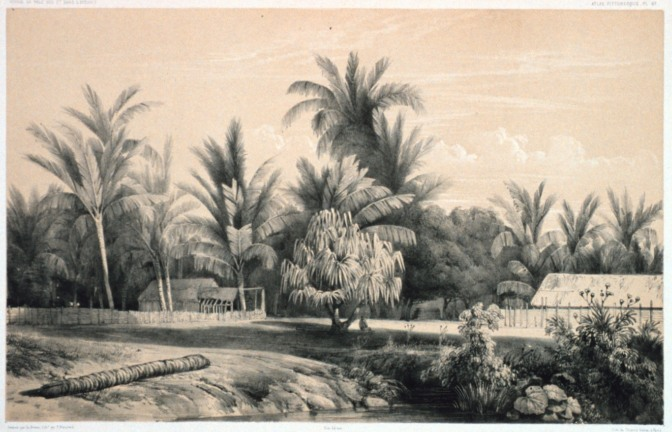
Case dei nativi dell'isola (1842)

La cultura di Tahiti include una tradizione orale che include la mitologia di varie divinità e credenze così come antiche tradizioni come il tatuaggio e la navigazione.
L'annuale festa di Heiva nel mese di luglio è una celebrazione della cultura tradizionale, danza, musica e sport, tra cui una gara di lunga distanza tra le isole della Polinesia francese su una moderna canoa a bilanciere (Va'a).

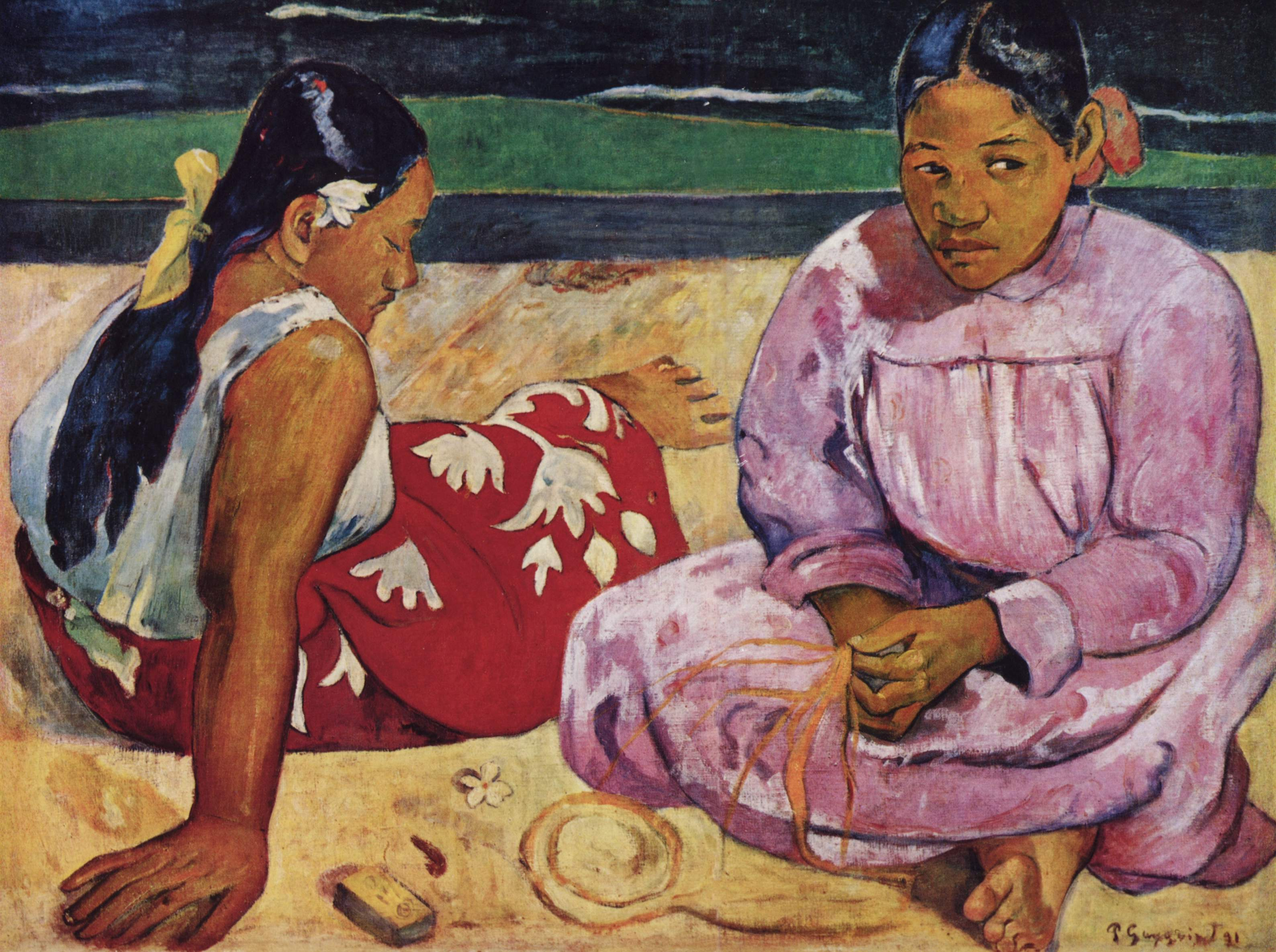
Paul Gauguin, Due donne tahitiane, (1891)

Situato a Tahiti è il "Museo Paul Gauguin", dedicato alla vita e alle opere dell'artista francese Paul Gauguin (1848-1903), che ha dipinto opere famose come Due donne tahitiane e Da dove veniamo? Che siamo? Dove andiamo?
Il "Museo Robert Wan Pearl" è l'unico museo al mondo dedicato alle perle; il mercato di Papeete vende anche artigianato locale.

### Danza

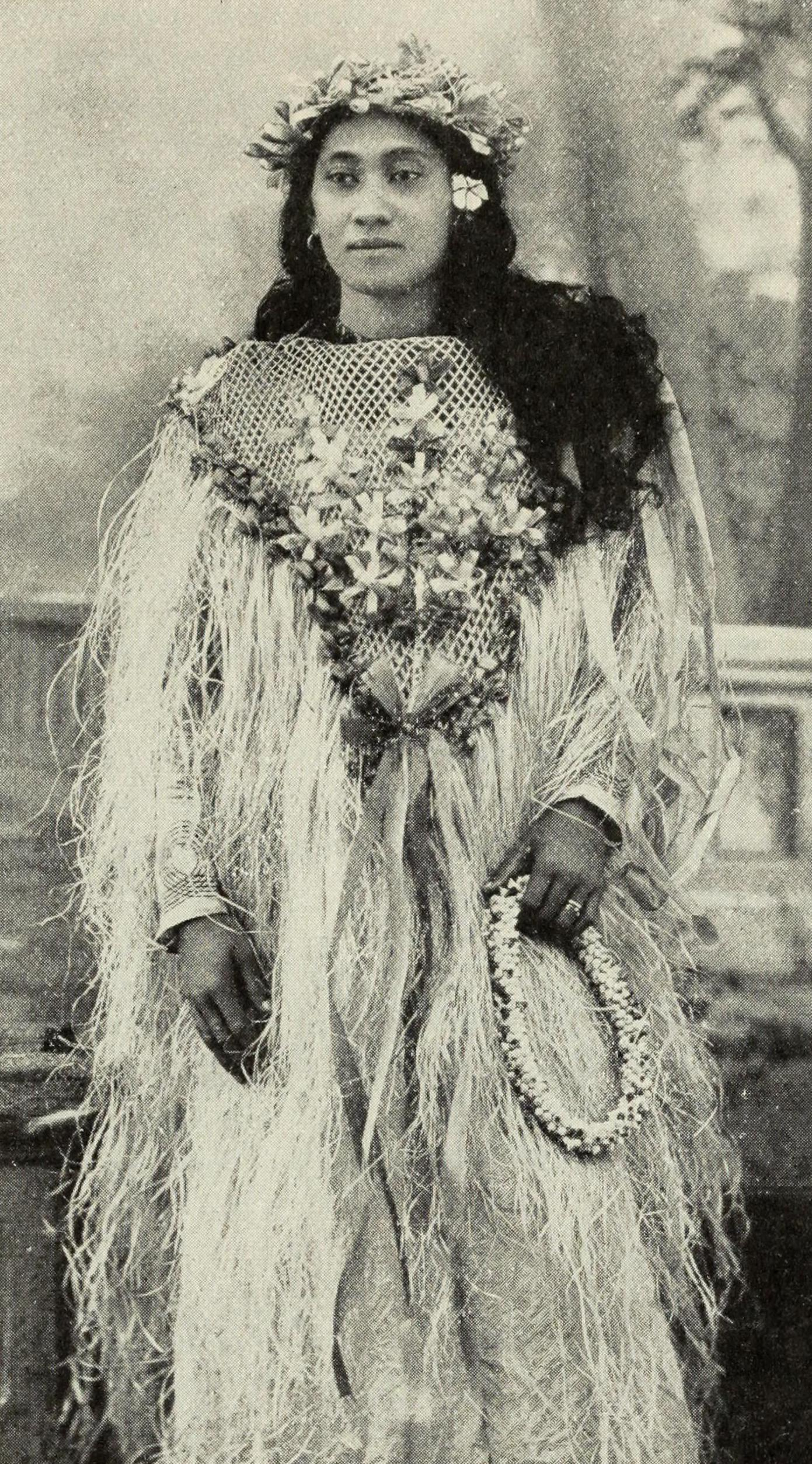
Donna tahitiana in costume della festa, 1906 circa

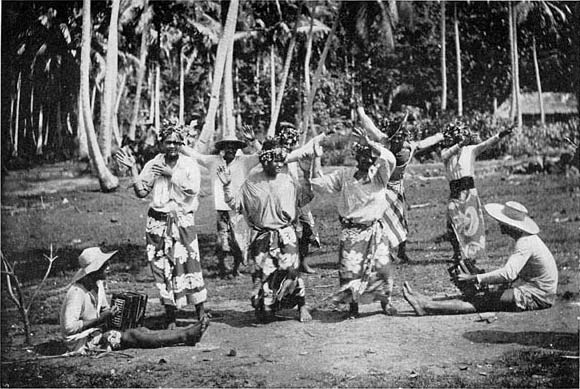
Tahitiani che indossano un pareo e praticano la danza ʻupaʻupa

Una delle immagini più conosciute delle isole è la famosa danza tahitiana. La ʻōteʻa, talvolta scritta come otea, è una danza tradizionale di Tahiti, dove i danzatori, in piedi in più file, eseguono diverse figure. Questa danza, facilmente riconoscibile per il veloce agitarsi dei fianchi e gonnellini di paglia viene spesso confusa con l'hawaiana hula, una danza in genere più lenta e graziosa che si concentra più sui movimenti delle mani che sui fianchi.
La ʻōteʻa è uno dei pochi balli che esisteva già in epoca pre-europea come danza maschile. D'altra parte, la hura (in lingua tahitiana per hula), una danza per le donne, è scomparsa, lo stesso vale per la danza di coppia 'upa'upa, ma potrebbe essere riemersa come tāmūrē.
Oggi, tuttavia, l'ʻōteʻa può essere danzato da uomini (ʻōteʻa tāne), da donne (ʻōteʻa vahine), o da entrambi i sessi (ʻōteʻa ʻāmui).
La danza è accompagnata solo con la musica dei tamburi, ma non cantando. Il tamburo può essere uno dei diversi tipi di tōʻere, un ceppo di legno poggiato con una fessura longitudinale, che viene colpito da uno o due bastoni. Oppure può essere il pahu, l'antico tamburo di Tahiti ricoperto da una pelle di squalo e suonato in piedi con le mani o con bastoni. Il ritmo della tōʻere è veloce, del pahu più lento. Viene usato anche un piccolo tamburo, il faʻatētē.
I ballerini fanno gesti, rievocando occupazioni quotidiane della vita. Per gli uomini i temi scelti possono essere la guerra o la navigazione; si possono poi usare lance o pagaie.
Per le donne i temi possono essere la casa o la natura, il pettinare i capelli o il volo di una farfalla, ad esempio. Ma anche altri temi elaborati possono essere scelti, per esempio quella in cui i danzatori definiscono una mappa di Tahiti, evidenziando luoghi importanti. In una vera e propria ʻōteʻa la trama della narrazione dovrebbe pervadere l'intera danza.

### Navigazione
I tahitiani sono indigeni polinesiani che fanno parte della grande famiglia dei popoli dell'Oceania; sono noti nella loro storia e cultura per la loro capacità di navigazione, essenziale per gli scambi e le comunicazioni con i loro vicini nel mare.
Nella navigazione polinesiana, la stella situata direttamente sopra Tahiti nel cielo notturno, Sirio, è servita come un faro per l'orientamento tradizionale durante i viaggi in mare aperto.

## Istruzione
Tahiti ospita un'università francese, l'Université de la Polynésie Française. Si tratta di una università in crescita, con 2 000 studenti e 60 ricercatori. Molti corsi sono disponibili, come diritto, commercio, scienza e letteratura.

## Trasporti
L'Aéroport International Tahiti Faa'a è l'aeroporto internazionale di Tahiti con Air Tahiti Nui, che è la compagnia di bandiera, mentre Air Tahiti è la principale compagnia aerea per i voli tra le isole.
Il traghetto Moorea è anche un famoso traghetto che opera da Papeete. Ci sono anche numerosi traghetti che trasportano persone e merci in tutte le isole.

## Sport
Il rugby a 15 è uno sport popolare a Tahiti, tant'è che esistono 15 squadre ed una nazionale che disputa incontri internazionali.
Da molti sport polinesiani del passato sono derivate delle competizioni, come la gara delle canoe (va'a), sicuramente una delle più tradizionali.
La più importante di queste gare è la Hawaiki Nui Va'a, organizzata ogni anno tra la fine di ottobre e gli inizi di novembre. Questa grande gara dura tre giorni e 50 squadre partono da Huahine e arrivano a Bora Bora. Un'altra importante gara è quella durante la festa di Heiva a luglio, che consiste nell'attraversare il canale tra Tahiti e Moorea, girare e tornare a Tahiti.
Un altro sport originario molto famoso è il surf; infatti James Cook, nel suo libro Le esplorazioni del capitano James Cook del 1769, afferma che questo sport era praticato nell'isola. A quel tempo esistevano già tre tipi di tavola e il surf era praticato in spiagge riservate secondo regole stabilite dall'aristocrazia. A sud-ovest dell'isola di Tahiti, nei pressi del villaggio di Teahupo'o (17°83 S, 149°67 W), si trova uno degli spot più famosi e anche più pericolosi del mondo, nel quale una volta all'anno viene disputata la Billabong Pro Tahiti: i migliori surfisti del mondo si sfidano sulle onde create dalla barriera corallina, alte anche più di 15 metri.
La gara dei trasportatori di frutta è molto spettacolare ed apprezzata dalla gente del posto e si svolge nelle strade di Papeete durante l'Heiva. I trasportatori corrono per 2 km portando un bastone di bambù alle cui estremità ci sono 2 carichi di frutta per un totale di 50 kg.
Sempre durante la festa dell'Heiva si possono vedere diversi atleti arrampicarsi nel minor tempo possibile su palme da cocco di 20 m con i piedi legati da una liana.
La nazionale di calcio ha conquistato la Coppa delle nazioni oceaniane nel 2012, battendo in finale la Nuova Caledonia con un gol di Steevy Chong Hue, diventando la più piccola nazione in termini di territorio e popolazione a vincere un torneo confederato ufficiale. Grazie a questa vittoria ha ottenuto il diritto di partecipazione alla Confederations Cup 2013 (Coppa delle Confederazioni FIFA) che si è svolta in Brasile tra il 15 giugno e il 30 giugno 2013.
In questa manifestazione, il 20 giugno, Tahiti ha subito la più pesante sconfitta della storia di questo torneo contro la Spagna, con un risultato finale di 0-10.
Tahiti ha molto successo nel beach soccer: nel campionato mondiale di beach soccer 2015 ha raggiunto il secondo posto, mentre due anni prima era arrivata quarta.

## Tahiti nei mass media
- Nella serie di videogiochi Gran Turismo esiste un tracciato sterrato/asfaltato ambientato sull'omonima isola.
- Nella serie televisiva Agents of S.H.I.E.L.D, all'agente Phil Coulson vengono impiantati nella memoria falsi ricordi di un soggiorno a Tahiti.
- Nel videogioco Red Dead Redemption II, Dutch aveva un piano.
- Il film drammatico del 2018 Resta con me, è ambientato esattamente a Tahiti.